# ۱۳۲۱ (میلادی)
۱۳۲۱ (میلادی) هزار و سیصد و بیست و یکمین سال تقویم میلادی است.

## درگذشتگان
- ۱۴ سپتامبر – دانته آلیگیری، شاعری ایتالیایی تبار (ز. ۱۲۶۵)